# Квист, Артур
Артур Квист (норв. Arthur Qvist; родился 17 февраля 1896 года, Осло — умер 20 сентября 1973 года, Улленсакер, Королевство Норвегия) — норвежский конник, призёр Олимпийских игр (1928). Один из участников блокады Ленинграда.
Артур Квист родился в 1896 году в Осло. В 1928 году на Олимпийских играх в Амстердаме он завоевал серебряную медаль в командном первенстве в троеборье, а в личном первенстве стал 8-м. В 1936 году принял участие в Олимпийских играх в Берлине, где стал 17-м в выездке в личном зачёте (а в командном зачёте норвежцы оказались седьмыми) и 24-м — в личном зачёте в конкуре.
После того, как весной 1940 года Норвегия была оккупирована нацистской Германией Артур Квист вступил в Норвежский легион и дослужился до звания оберштурмбаннфюрера. После войны он был приговорён к 10 годам тюремного заключения.